# Prix du Canada en sciences humaines
Les Prix du Canada en sciences humaines (Canada Prize in Humanities en anglais) ont été remis annuellement par la Fédération des sciences humaines (en) à partir de 2011 jusqu'en 2017 afin de récompenser les meilleurs livres en français et en anglais publiés dans le domaine des sciences humaines au Canada grâce au programme d'aide à l'édition savante. Ces prix étaient auparavant connus sous le nom des prix Raymond-Klibansky. 
Ces prix en sciences humaines trouvent leurs pendants en sciences sociales, soit les Prix du Canada en sciences sociales, nouveau nom des Prix Jean-Charles-Falardeau et des Prix Harold-Adams-Innis.
En 2017, la Fédération des sciences humaines a combiné les prix en sciences humaines et en sciences sociales en décernant deux prix, l'un en français et l’autre en anglais. À partir de 2017, ces prix portent le nom de Prix du Canada en sciences humaines et sociales (Canada Prize in Humanities and Social Sciences en anglais).

## Lauréates et lauréats

### Ouvrages en français
- 2011 - Antoine Boisclair, L'École du regard. Poésie et peinture chez Saint-Denys Garneau, Roland Giguère et Robert Melançon (Éditions Fides)
- 2012 - Louise Vigneault, Espace artistique et modèle pionnier. Tom Thomson et Jean-Paul Riopelle (Éditions Hurtubise)[3]
- 2013 - Michel Nareau, Double jeu : Baseball et littératures américaines (Le Quartanier)[4],[5]
- 2014 - Pierre Anctil, Jacob-Isaac Segal, 1896-1954 : Un poète yiddish de Montréal et son milieu (Presses de l'Université Laval)[6]
- 2015 - Yan Hamel, L'Amérique selon Sartre : littérature, philosophie, politique (Presses de l'Université de Montréal)
- 2016 - Caroline Durand, Nourrir la machine humaine : Nutrition et alimentation au Québec, 1860-1945 (McGill-Queen’s University Press)[7]

### Ouvrages en anglais
- 2011 - Louis-Jacques Dorais, The Language of the Inuit: Syntax, Semantics, and Society in the Arctic (McGill-Queen’s University Press)
- 2012 - Susan R. Fisher, Boys and Girls in No Man’s Land: English-Canadian Children and the First World War (University of Toronto Press)
- 2013 - François-Marc Gagnon, Réal Ouellet et Nancy Senior, The Codex Canadensis and the Writings of Louis Nicolas (McGill-Queen's University Press)[8]
- 2014 - Sandra Djwa, Journey With No Maps: A Life of P.K. Page (McGill-Queen's University Press)[6]
- 2015 - Charlotte Townsend-Gault, Jennifer Kramer et Ḳi-ḳe-in, Native Art of the Northwest Coast: A History of Changing Ideas (UBC Press)
- 2016 - Brian Young, Patrician Families and the Making of Quebec: The Taschereaus and McCords (McGill-Queen’s University Press)[7]